# Vibrios
Las bacterias del género Vibrio son Gram-negativas bacilos, son células en forma de coma. 
Se las encuentra en agua salada, Vibrio es oxidasa positiva, organismo anaeróbico facultativo, y no forma esporas. Todas las especies del género son mótiles, típicamente con un solo y polar flagelo. 